# Matsucoccus koraiensis
Matsucoccus koraiensis är en insektsart som beskrevs av Young 1976. Matsucoccus koraiensis ingår i släktet Matsucoccus och familjen pärlsköldlöss. Inga underarter finns listade i Catalogue of Life.